# BLUG
BLUG er en forkortelse for Bornholms Linux User Group, der er den Bornholmske LUG.
Foreningen afholder jævnligt møder og install partys rund omkring på hele øen.